# یواس‌اس راجرز (دی‌دی-۸۷۶)
یواس‌اس راجرز (دی‌دی-۸۷۶) (به انگلیسی: USS Rogers (DD-876)) یک کشتی بود که طول آن ۳۹۶ فوت ۸ اینچ (۱۲۱ متر) بود. این کشتی در سال ۱۹۴۴ ساخته شد.